# Ātash Beyg
Ātash Beyg (persiska: آتش بیگ) är en ort i Iran.   Den ligger i provinsen Östazarbaijan, i den nordvästra delen av landet, 500 km väster om huvudstaden Teheran. Ātash Beyg ligger 1 794 meter över havet och antalet invånare är 439.
Terrängen runt Ātash Beyg är kuperad åt nordost, men åt sydväst är den platt.Runt Ātash Beyg är det ganska glesbefolkat, med 22 invånare per kvadratkilometer. Närmaste större samhälle är Kharājū, 17,6 km sydväst om Ātash Beyg. Trakten runt Ātash Beyg består i huvudsak av gräsmarker.